# انتشارية المغناطيس
انتشاريّة المغناطيس هي معلمة في فيزياء البلازما والتي تظهر في رقم رينولدز المغناطيسي. لديها وحدات SI من متر مربع/ثانية ويتم تعريفها على النحو التالي:
{\displaystyle \eta ={\frac {1}{\mu _{0}\sigma _{0}}}}
بينما في الوحدات الفيزيائية الغاوسية يمكن تعريفها على أنها:
{\displaystyle \eta ={\frac {c^{2}}{4\pi \sigma _{0}}}}.
في ما سبق،{\displaystyle \mu _{0}} هي نفاذية الفضاء الحر،{\displaystyle c} هي سرعة الضوء و {\displaystyle \sigma _{0}} هي الموصلية الكهربائية للمادة المعنية. في حالة البلازما، هذه هي الموصلية بسبب كولوم أو الاصطدامات المحايدة: {\displaystyle \sigma _{0}={\frac {n_{e}e^{2}}{m_{e}\nu _{c}}}}، أين
- {\displaystyle n_{e}} هي كثافة الإلكترون.[8]
- {\displaystyle e} هي شحنة الإلكترون.[9]
- {\displaystyle m_{e}} هي كتلة الإلكترون.
- {\displaystyle \nu _{c}} هو تردد الاصطدام.[10][11]